# Areia (kommun)
Areia är en kommun i Brasilien.   Den ligger i delstaten Paraíba, i den östra delen av landet, 1 700 kilometer nordost om huvudstaden Brasília. Antalet invånare är 23 837. Arean är 269 kvadratkilometer.
Terrängen i Areia är kuperad åt sydost, men åt nordväst är den platt.
Följande samhällen finns i Areia:
- Areia

Omgivningarna runt Areia är en mosaik av jordbruksmark och naturlig växtlighet. Runt Areia är det ganska tätbefolkat, med 129 invånare per kvadratkilometer.